# Revolución del 28 de mayo
La Revolución del 28 de mayo de 1944, también conocida como «La Gloriosa» o Golpe de Estado del Ecuador de 1944, fue un levantamiento popular de Ecuador o golpe de Estado que derrocó al presidente Carlos Arroyo del Río y que permitió luego el ascenso de Velasco Ibarra a la presidencia.

## Contexto histórico
Uno de los antecedentes de esta insurrección fue el descontento generalizado con el gobierno de Carlos Arroyo del Río, percibido por amplios sectores como pro autoritario y alineado con los intereses de la élite económica de la región costa, particularmente vinculada a la banca privada y a la agroexportación. Este contexto fue interpretado por algunos sectores como resultado de un rezago de los tiempos del liberalismo plutocrático en Ecuador (que tuvo su mayor apogeo las primeras tres décadas del siglo XX). La ciudad de Guayaquil desempeño un papel central en el desarrollo de la revuelta, dada su importancia poítica y económica.
En defensa de los altos intereses burgueses y agroexportadores, el gobierno se ensañó con los crecientes sindicatos y el movimiento obrero en general, los cuáles fueron objeto de represión estatal. Especialmente en Guayaquil, que se convirtió en el epicentro de la revuelta.
Por otro lado la guerra peruano-ecuatoriana de 1941 en la que los diplomáticos de Ecuador accedieron a reconocer las pretensiones del Estado peruano sobre un sector también reclamado por el Estado ecuatoriano luego de que el Ejército peruano invadiera la provincia de El Oro, hicieron que el presidente se ganara la desaprobación de varios sectores de las Fuerzas Armadas del Ecuador que vieron en la negociación diplomática una "traición a la patria".
También enervó a la población el viaje de Arroyo del Río en noviembre de 1942 a Estados Unidos que resultó en una oferta de ceder dos bases militares en Salinas y Baltra.
Ante esta situación donde el único pilar fuerte del gobierno de Arroyo del Río era la burguesía costeña, trató de privilegiarlos cada vez más mientras intentaba acabar con los sindicatos, de esa forma se gana la antipatía de amplios sectores de la población especialmente en Guayaquil donde se concentraba más el abuso de la clase burguesa en complicidad del régimen. Al no encontrar apoyo en el ejército, Arroyo del Río decide reforzar a los carabineros (actual Policía Nacional) para que estos se conviertan en la fuerza armada que lo sostenga en el poder. Los carabineros son reforzados con armamento cuasi-bélico mientras que se recorta el gasto militar, dicha decisión incrementó el descontento de los militares hacia este gobierno. Los Carabineros se caracterizaron en este tiempo por su severidad en pos de defender la política de Carlos A. Arroyo del Río. Por lo que fueron objeto de críticas.
El 28 de mayo de 1942, el mayor Leonidas Plaza Lasso y el político Luis Felipe Borja del Alcázar intentaron un golpe de Estado, finalmente fallido.

## Hechos
La predilección de Arroyo del Río por el grupo de carabineros generó disputas con el Batallón de Infantería Carchi, el Grupo de Artillería Villamil y el Batallón de Ingenieros Chimborazo, todos asentados en Guayaquil, que luego impulsarían la rebelión de 1944.
Finalmente la situación explota, el pueblo guayaquileño con sus sindicatos se vuelca a las calles. En ese momento los militares declaran que le quitan el respaldo al régimen en el poder, mientras que por otro el lado el gobierno ordena a los carabineros que salgan a reprimir a la población; incluso se dan choques armados con los militares. Mientras por un lado la rebelión es de matiz popular y espontánea, por el otro en las calles, quienes se convierten en vanguardia política al encabezar las demandas del movimiento son los líderes del Partido Comunista del Ecuador, entre los que figuran Pedro Antonio Saad Niyaim y los escritores Joaquín Gallegos Lara y Enrique Gil Gilbert; y también en menor nivel los del Partido Socialista. También, en los cuarteles militares se les entregan armas a los civiles para que estos se enfrenten a los Carabineros. La situación de revuelta dura unos pocos días y finalmente los civiles guayaquileños logra arrinconar a los Carabineros en el cuartel general de policía de la ciudad porteña el día 28 de mayo de 1944. Por toda una noche hay enfrentamientos en este lugar, hasta que al fin la población civil logra ingresar violentamente al cuartel produciéndose el ajusticiamiento de todos los policías que ahí se encontraban.
El comandante Lutgardo Proaño era jefe de Carabineros de la plaza de Guayaquil, se rindió luego de nueve horas de combate. En la toma del cuartel de Carabineros se produjeron saqueos y se incendió el cuartel.
El presidente finalmente es derrocado renunciando el 30 de mayo y el buró de la llamada "Alianza Democrática Ecuatoriana" se encarga del poder del Estado, siendo el director de esta alianza el liberal disidente Julio Teodoro Salem por pocas horas hasta la asunción de Velasco Ibarra como presidente de la república el 31 de mayo, cuando llegó al país desde Colombia. Se elabora una constitución de corte socialista aunque no totalmente revolucionaria (de la que muchos constitucionalistas ecuatorianos de diversas tendencias políticas sostienen ha sido la mejor que ha tenido el país por su alto nivel científico). Debido a que el movimiento obrero y los comunistas no fueron los únicos que participaron en la rebelión, algunos sectores de derecha descalificaron la instauración de un gobierno con líderes netamente socialista. Se llama a una negociación entre líderes políticos de varios sectores llegando a la conclusión de elegir como presidente a José María Velasco Ibarra para el período 1944 - 1948, que gozaba de gran popularidad en ese momento, con la condición de que respetase la nueva constitución. Este acepta, aunque una vez en poder casi inmediatamente la anula, declarándose dictador.

## Principales integrantes y gestores del movimiento en Guayaquil y Quito
"Miembros de este movimiento en el Puerto Principal eran el Dr. Francisco Arízaga Luque, Pedro Saad, Dr. Alfonso V. Larrea, Dr. Angel Felicísimo Rojas, Dr. Alfredo Vera, Pedro Jorge Vera, Enrique Barrezueta y Franklin Pérez Castro. Los gestores de A.D.E. en Quito fueron Modesto Larrea Jijón, Dr. Camilo Ponce Enríquez, Dr. Manuel Agustín Aguirre, José María Plaza, Dr. Manuel Elicio Flor, Gustavo Becerra, Nela Martínez, Guillermo Lasso, Aníbal Oña Silva, Dr. Mariano Suárez Veintimilla, Julio Teodoro Salem, Luis Maldonado Cornejo y Dr. Eduardo Ludeña. Rojos y azules entremezclados para la revolución... ".

 Cabezas, Luis Cristóbal: 50 Años de Vida Política y Anecdótica del Ecuador, p. 89.